# Szilard (cráter)

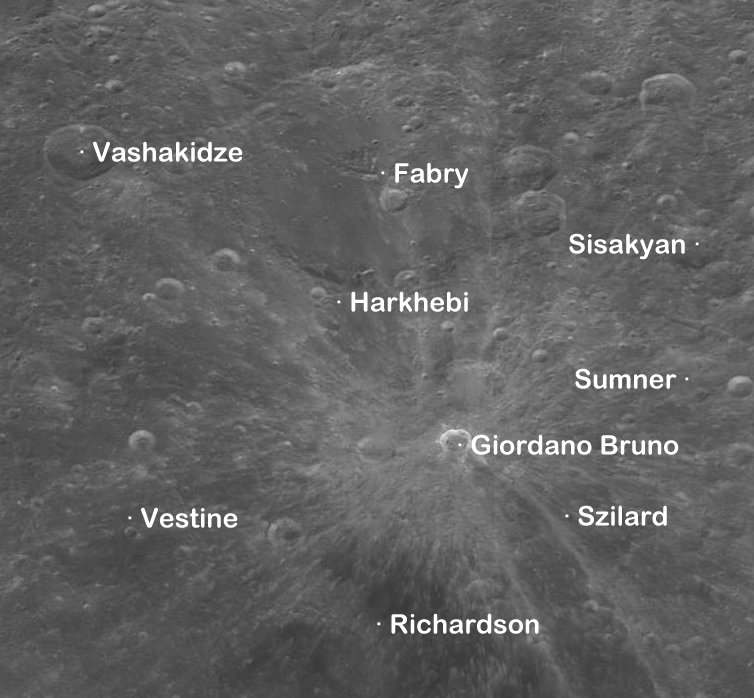
Marcas radiales de Giordano Bruno atravesando Szilard

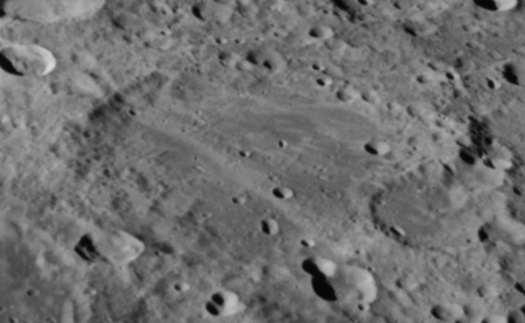
Fotografía de la misión Apolo 14

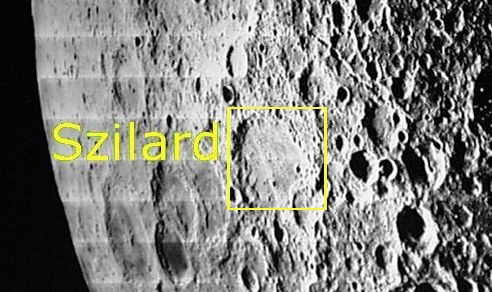
Entorno de Szilard. Foto NASA.

Szilard es un dañado cráter de impacto perteneciente a la cara oculta de la Luna, que se encuentra al este-noreste del cráter Richardson. Alrededor de medio diámetro hacia el noroeste aparece la gran planicie amurallada de Harkhebi. Entre Harkhebi y Szilard se sitúa el pequeño cráter Giordano Bruno, cuyo sistema de marcas radiales forma una serie de rayas que atraviesan el borde y el interior de Szilard.
|  |

El borde de Szilard está muy erosionado, y ha sido remodelado por impactos posteriores. El desgastado cráter satélite Szilard H atraviesa el borde sureste del cráter principal. El suelo interior de Szilard es algo desigual en la mitad occidental, mientras que el lado este es más nivelado y carente de elementos destacables.
Antes de que la UAI le asignase su denominación actual, este cráter era conocido como "Crater 116".
Su nombre conmemora a Leó Szilárd, el famoso científico que teorizó sobre las reacciones nucleares en cadena y trabajó en la bomba atómica durante la Segunda Guerra Mundial.

## Cráteres satélite
Por convención estos elementos son identificados en los mapas lunares poniendo la letra en el lado del punto medio del cráter que está más cercano a Szilard.
|         | \| Szilard \| Coordenadas \| Diámetro \| \| ------- \| ------------------------------ \| -------- \| \| H \| 32°30′N 108°24′E / 32.5, 108.4 \| 50 km \| \| M \| 31°06′N 106°36′E / 31.1, 106.6 \| 23 km \| |          |
| Szilard | Coordenadas | Diámetro |
| H       | 32°30′N 108°24′E / 32.5, 108.4 | 50 km    |
| M       | 31°06′N 106°36′E / 31.1, 106.6 | 23 km    |

## Referencias

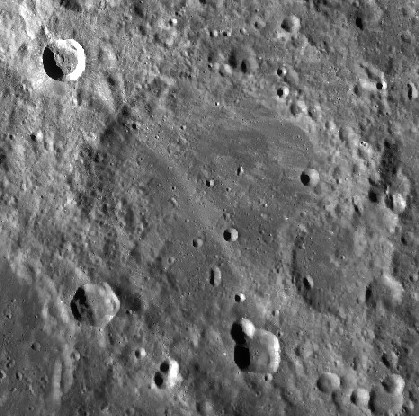
Fotografía de la misión Lunar Reconnaissance Orbiter